# Empire (Georgia)
Empire – jednostka osadnicza w Stanach Zjednoczonych, w stanie Georgia, w hrabstwie Bleckley.